# Gurla Mandhata
El Gurla Mandhata, també conegut com a Naimona'nyi o Memo Nani (xinès: 納木那尼峰) és el pic més alt del Nalakankar Himal, una serralada secundària de l'Himàlaia. Es troba al Comtat de Burang, a la prefectura de Ngari, a la Regió Autònoma del Tibet, a la Xina, prop de l'extrem nord-occidental de Nepal. Es tracta del 34è pic més alt del món, tenint en compte un tall prominent d'uns 500 metres. Es troba dins de l'altiplà tibetà -quan la major part dels pics amb una altura similar, excepte el Shisha Pangma, el 14è. pic més alt del món, es troben a prop o fora dels marges de l'altiplà- i relativament allunyat d'altres pics de més de 7.500 msnm. Està situat aproximadament a l'altre costat del llac Manasarovar des de la muntanya sagrada del Kailāsh. Es diu que el seu nom tibetà, Naimona'nyi, prové de naimo = herba medicinal, na = negre i nyi = lloses apilades, resultant, "la muntanya de lloses apilades d'herbes medicinals negres".

## Història de les ascensions
El 1905, Tom George Longstaff, acompanyat de dos guies i sis portejadors, va intentar ascendir el Gurla Mandhata pel sud-oest. Van haver de tornar quan es trobaven a uns 7.000 msnm després d'haver sofert un devessall i haver trobat altres dificultats. Va ser un important assoliment per a aquell temps, especialment per la reduïda mida del grup; en aquell temps ningú havia aconseguit els 7.000 metres a tot el món, la qual cosa va suposar un rècord per aquell temps. En 1936 va haver-hi un altre intent d'ascensió fallit, per part de l'aventurer austríac Herbert Tichy, que va haver d'abandonar a 7200 msnm.
La primera ascensió amb èxit la va aconseguir un equip xinès-japonès liderat per Katsutoshi Hirabayashi, seguint la ruta nord, el maig de 1985. Des de llavors, han aconseguit ascendir amb èxit sis expedicions, mentre que altres dues no van aconseguir el pic.
El 1997, una expedició formada per Quinn Simons, Soren Peters i el seu guia, Charlie Fowler, van intentar pujar per la via de la cara nord, per la qual mai ningú havia aconseguit ascendir amb èxit. Després de diverses tempestes i altres dificultats, el grup va haver de fer marxa enrere. El seu descens va acabar en una caiguda d'uns 450 metres en la cara nord. Fowler va resultar lleugerament ferit, mentre que Simons i Peters van sofrir greus congelacions en les seves extremitats.
La ruta d'ascensió estàndard puja pel costat oest de la muntanya, ascendint per la glacera Chaglung'mlungha fins a l'altiplà del seu cim. La majoria de les expedicions trien arribar a la muntanya amb jeeps, ja sigui des de Lhasa, al Tibet, o des de Kàtmandu, a Nepal. No obstant això, hi ha una ruta alternativa per arribar a la muntanya que comença en el llogaret de Simikot, en l'oest del Nepal, en el districte de Humla, i es dirigeix cap al nord seguint el curs del riu Karnali, entrant en el Tibet, Xina, per la localitat de Sher. En aquest punt, els jeeps ascendeixen en adreça nord per Burang, fins al campament base.